# 판임관

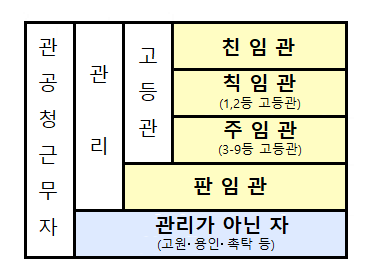
일본제국 관료제.

판임관(일본어: 判任官 한닌칸[*])이란 1871년 8월 일본 제국에서 관등을 개정할 때 규정한 하급 관원 등급이다. 비고등관이며 고등관 최하위인 주임관 아래에 위치했다.
판임관은 천황의 임명대권을 각 행정관청이 위임하는 형식을 취하여 임명했다. 국가와 공법상의 관계에서 관원이며, 1등에서 4등까지 있었다. 또한 판임관은 아니지만 판임관에 준하는 것으로 판임대우(判任待遇)가 있었다.
문관은 직무에 따라 등급이 나뉘었지만 무관은 계급으로 나뉘었다. 경찰리의 경우 경부, 경부보가 판임관이며 순사부장, 순사는 판임대우였다. 군인은 하사관이 판임관에 해당했고, 징병된 사병은 남성 신민의 의무인 징병을 통해 입영입단한 것이라는 명분 하에 관등이 인정되지 않았다.

## 참고 자료
- 親任官及諸官級別令（昭和21年勅令第191号）